# ردنک (فیلم)
«ردنک» (ایتالیایی: Senza ragione) یک فیلم است که در سال ۱۹۷۳ منتشر شد. از بازیگران آن می‌توان به فرانکو نرو و تلی ساوالاس اشاره کرد.